# グッモーエビアン!
『グッモーエビアン!』は、吉川トリコによる日本の小説。2006年に新潮社より刊行され、その後2012年に文庫本化された。
2007年に『なごや寿ロックンロール〜「グッモーエビアン!」より〜』（なごやことぶきロックンロール グッモーエビアン! より）のタイトルで単発テレビドラマ化され、2012年には小説と同タイトルで映画化されている。

## あらすじ
名古屋で親娘二人暮らしをしている元パンクバンドのギタリストで17歳で未婚の母となったシングルマザーのアキと、母を支えるしっかり者のハツキ。そこへ2年間、海外にて放浪生活を送っていたゴナが突然舞い戻って来る。ハツキはアキから何の説明もなかったので、自然にゴナが自分の父親だと思い込んだ。
しかし、学校で、教員に「母子手帳を持ってこい」と言われ、ハツキは勝手にアキの私物入れからそれを見ると、血液型から自分はアキとゴナの子ではないと悟る。アキの口癖は、「面白けりゃ、いーじゃん」だった。
ゴナは定職を持たず、どうやって生活してるんだろう、とハツキがそれとなくゴナに問いただすと、どうも中部国際空港から海外と往復し、海外で薬物を売っているらしい、と感じた。
ハツキは成長が早く、風俗にも手を出し、気が付くとアキを追い越していた。そして、いつの間にかアキの代わりをハツキがやるようになり、ゴナは「グフッ、グフッ」というだけでアキがいつの間にかいなくなったことも黙認するのだった。

## 書誌情報
- 吉川トリコ『グッモーエビアン!』
  - 単行本 新潮社、2006年4月20日発売、ISBN 978-4-10-472502-1
- 文庫版 新潮文庫、2012年5月1日発売、ISBN 978-4-10-138781-9

## テレビドラマ
『なごや寿ロックンロール〜「グッモーエビアン!」より〜』は、東海テレビ放送にて2007年2月11日、16:05 - 17:25（JST）に放送された単発スペシャルドラマ。主演は中島知子（オセロ）。

### キャスト
- 中島知子
- 袴田吉彦
- 尾崎千瑛
- 板東英二
- 岡本麗
- 萩原聖人（特別出演）
- はなわ
- 真渓ハナ
- 妻夫木晋也
- 大塚辰喜
- 岡田考平（東海テレビアナウンサー）
- 勅使河原由佳子（東海テレビアナウンサー）

### スタッフ
- 原作：吉川トリコ
- 脚本：浅野有生子
- 演出：西本淳一
- 広報：植木圭一（東海テレビ）、山本章子（東海テレビ）
- プロデューサー：松本圭右、後藤勝利
- 技術協力：ニユーテレス
- ポスプロ：オムニバス・ジャパン
- 美術協力：テレビ朝日クリエイト
- 制作：東海テレビ、アズバーズ

## 映画
『グッモーエビアン!』は、吉川トリコ原作による日本の映画作品。2012年12月15日に全国公開された。監督・脚本は山本透。主演は麻生久美子、大泉洋。

### あらすじ
名古屋で親娘二人暮らしをしている元パンクバンドのギタリストで17歳で未婚の母となったシングルマザーのアキと、母を支えるしっかり者のハツキ。そこへ2年間、海外にて放浪生活を送っていたヤグが突然舞い戻って来る。

### キャスト（映画）
- 広瀬アキ - 麻生久美子
- 矢口（ヤグ） - 大泉洋
- 広瀬ハツキ（ハッちゃん） - 三吉彩花
- 丸尾トモミ（トモちゃん） - 能年玲奈
- ベースの茂樹 - 竹村哲（SNAIL RAMP）
- ドラムのヒロシ - MAH（SHAKALABBITS）
- 学年主任・カニ - 塚地武雅（ドランクドラゴン）
- 小川先生 - 小池栄子
- フリーマーケットの店番 - 土屋アンナ（友情出演）
- 山野海
- パンチ佐藤
- 安藤先生 - 柚木彩見
- 原田裕章

### スタッフ（映画）
- 原作：吉川トリコ
- 監督：山本透
- 脚本：山本透、鈴木謙一
- 企画：宇田川寧
- プロデューサー：小林智浩、若林雄介
- 製作：畠中達郎、豊島雅、齋藤正登、寺園卓司、佐竹一美、斎藤正明、樋泉実、鈴井亜由美、加茂正治
- 音楽：葉山たけし
- 主題歌：ONE OK ROCK「the same as...」（A-Sketch）
- 配給：ショウゲート
- 製作：「グッモーエビアン!」製作委員会（日本出版販売、アミューズソフトエンタテインメント、ショウゲート、アスミック・エース、TBSサービス、Takujiクリエイト、ダブ、クレイ、北海道テレビ放送、CREATIVE OFFICE CUE、ローソン）

### 受賞
- 第67回毎日映画コンクールスポニチグランプリ新人賞 - 三吉彩花[2][3]